# Трубкокрут глодовий
Трубкокру́т глóдовий (Tatianaerhynchites aequatus) — вид жуків родини Трубкокрути (Attelabidae). Інші назви — трубкокрут червонокрилий глодовий, Caenorhinus aequatus та Neocaenorhinus aequatus. Це комаха 2,5 — 5 мм завдовжки, здатна пошкоджувати плодові дерева та декоративні чагарники.

## Зовнішній вигляд
Основні ознаки.
- тіло червоно-брунатне, вкрите довгими волосками, що стирчать; низ майже чорний, голова й передньоспинка мідного кольору, інколи надкрила вздовж шва затемнені;
- головотрубка вигнута й розширена до вершини, вкрита крапочками й борозенками, у самиць помітно довша, ніж у самців;
- голова позаду очей паралельнобічна, без шиєподібної перетяжки;
- другий членик вусиків довший від першого;
- передньоспинка завширшки і завдовжки майже однакова, із перетяжкою біля переднього краю;
- надкрила з максимальною шириною біля середини, із добре вираженими плечима, передостання точкова борозенка зливається із останньою біля середини надкрил;
- перший членик лапок довший від другого, третій — від п'ятого, кігтики при основі розщеплені, із зубцем.

Яйце біле, видовжено-овальне. Личинка жовтаво-біла, з бурою головою, потовщена у грудній частині і звужена дозаду. Лялечка жовтувато-біла, до 4 мм завдовжки.

## Географічне поширення
Вид поширений майже по всій Західній Палерктиці, за винятком Північної Африки — від Португалії до Західного Казахстану і Туркменістану. В Україні не реєструвався лише у Сумській області.

## Спосіб життя
Вид є мешканцем листяних лісів, лісосмуг, чагарнику, парків та садів. Імаго і личинки зимують у поверхневому (1-1,5 см) шарі ґрунту або під опалим листям. Активні жуки з'являються у квітні, досягаючи максимальної чисельності, коли починається цвітіння кормових рослин. Комахи гризуть бруньки, згодом переходять на молоді листочки, а пізніше на молоді плоди. Жуки є олігофагами на деревах і кущах родини розових — на яблуні, сливі, айві, груші, мушмулі, терені, горобині, вишні, глоді.
Самиці відкладають яйця у зав'язі квітів: у кісточкових одне яйце на плід, у сім'ячкових — до трьох-чотирьох. Личинка виходить через 12–14 діб. Вона харчується ядерцем (кісточкових) або насінням та м'якіттю (сім'ячкові). У другій половині травня та у червні більшість уражених плодів стає падалицею.
Наприкінці серпня — у вересні личинки полишають плоди і зариваються у ґрунт. Тут частина з них заляльковується, згодом з лялечок виходять жуки нового покоління, які зимують. Частина ж личинок лишається у діапаузі аж до наступної осені, коли вони заляльковуються.

## Значення у природі та житті людини
Подібно до інших видів, глодовий трубкокрут є невід'ємною ланкою природних екосистем, споживаючи рослинні тканини і стаючи здобиччю тварин — хижаків та паразитів. Шкода від нього може виявитись помітною у агроценозах — плодових садах, парках та декоративних насадженнях. Не виключено, що жуки переносять грибкового паразита плодів — Monilinia fructigena, котрий прискорює їх опадання. Оцінюючи чисельність виду шляхом обтрушування крони  дерев, приймають рішення про необхідність обробки її інсектицидами. Це роблять на фазі виокремлення бутонів, а у разі потреби повторюють через 3–5 днів після цвітіння.